# Fritz Berger (Jurist)
Fritz Berger (hebräisch פריץ ברגר; geboren 28. Februar 1902 in Chemnitz; gestorben  13. Februar 1988 in Netanja) war ein deutsch-israelischer Jurist und Archäologe.

## Leben
Fritz Berger war ein Sohn des Kaufmanns Gustav Berger und der Margarete Graupe, sein Vater starb 1940 in Berlin, seine Mutter wurde 1942 im Ghetto Theresienstadt Opfer des Holocaust, seinen zwei Brüdern gelang die Emigration in die USA. Berger studierte Jura und Nationalökonomie in Berlin, Heidelberg und Freiburg, er wurde 1931 in Halle promoviert. Berger heiratete 1930 die Buchhändlerin Marietta Bernstein. Nach dem zweiten juristischen Staatsexamen wurde er 1932 Rechtsanwalt in Berlin. Er war aktiver Zionist und Mitglied der Loge B’nai B’rith.
Nach der Machtübergabe an die Nationalsozialisten wurde ihm 1933 die Anwaltszulassung für das Berliner Landgericht entzogen und später der Anwaltsberuf gänzlich verboten. Berger war ab 1936 Leiter des Palästina-Amts der Jewish Agency in Deutschland, das die von den Deutschen erzwungene Auswanderung der Juden organisierte, und Bezirksleiter der Zionistischen Vereinigung für Deutschland (ZVfD). Außerdem arbeitete für die Aufbauorganisation in Palästina Jassco. 1939 war er als Delegierter auf dem Jüdischen Weltkongress in Genf. 
Berger emigrierte 1939 nach Palästina. Von 1940 bis 1948 arbeitete er als Verwalter in einem Lager der British Army. Er war Mitglied der illegalen jüdischen Selbstverteidigungstruppe Haganah und engagierte sich in der Einwandererorganisation Irgun Olej Merkas Europa (IOME) als Zweigstellenleiter in der Region Netanja. Berger studierte nebenher Archäologie und wurde im Staat Israel 1948 Mitarbeiter des Israel Department of Antiquities. Er war Leiter von Ausgrabungen und für den Schutz von archäologischen Ausgrabungsstätten zuständig. 1963 war er zu Ausgrabungen von römerzeitlichen Relikten in die Schweiz eingeladen. Berger war Mitglied des Verbandes deutschsprachiger Schriftsteller Israels. 

## Schriften (Auswahl)
- Das Recht des Arztes zur Leichenobduktion. Dissertation Universität Halle 1932
- Archäologie in Israel. In: Tribüne. Zeitschrift zum Verständnis des Judentums 3 (1964), Heft 10, S. 1092–1096
- Herodes-Renaissance. In: Israel Forum 12, 1970, S. 30–32